# Good Morning Sunshine
A Good Morning Sunshine című dal a dán-norvég Aqua együttes 7. és egyben utolsó  kimásolt kislemeze az Aquarium című stúdióalbumról. A dalt a Lollipop (Candyman) óta nem adták ki világszerte. A dal 1998 decemberében jelent meg Dániában, ahol a 25. helyen debütált. Az Egyesült Királyságban a 18. helyig jutott. Az albumról ez a dal volt a legalacsonyabb elért helyezés.
A dal hasonló a "Turn Back Time" című dalhoz, mely lassabb  ütemű. A 2000-es évek elején kiadott dokumentumfilmben láthatóak a csapat tagjai, és a dalszerzők Søren Rasted és Claus Norreen, akik a dal korai változatát játszották, mely  hasonló "bubblegum" stílusú dal volt. Azonban ezt később megváltoztatták.
A "Good Morning Sunshine" megjelenése után az együttes egy 14 hónapos szünetet tartott, miközben turnéztak, és felvegyék második Aquarius című stúdió albumukat.

## Számlista
| Egyesült Királyság - CD Single 1. "Good Morning Sunshine" (radio edit) — 4:03 2. "Good Morning Sunshine" (Love to Infinity's Classic Radio Mix) — 3:46 3. "Good Morning Sunshine" (CD-ROM video) — 4:33 - CD Single 1. "Good Morning Sunshine" (radio edit) — 4:03 2. "The Official Megamix" — 11:14 - 12" promo Side A 1. "Good Morning Sunshine" (radio edit) — 4:03 2. "Good Morning Sunshine" (Love to Infinity's Master Mix) — 6:37 Side B 1. "Good Morning Sunshine" (Love to Infinity's Radio Mix) — 3:48 2. "Good Morning Sunshine" (Love to Infinity's Nassaunautics Mix) — 7:10 | Norvégia / Dánia / Svédország 1. "Good Morning Sunshine" (radio edit) — 4:05 2. "Good Morning Sunshine" (Love to Infinity's Classic Radio Mix) — 3:46 3. "Good Morning Sunshine" (Love to Infinity's Master Mix) — 6:47 4. "Good Morning Sunshine" (Love to Infinity's Nassaunautics Mix) — 7:10 Európa 1. "Good Morning Sunshine" (radio edit) — 4:03 2. "Good Morning Sunshine" (Love to Infinity's Classic Radio Mix) — 3:46 |

## Slágerlista
| Slágerlista (1998-1999)                      | Legjobb helyezés |
| -------------------------------------------- | ---------------- |
| Németország (Official German Charts)         | 94               |
| Hollandia (Single Top 100)                   | 80               |
| Egyesült Királyság (Official Charts Company) | 18               |